# Neolithobius mordax
Neolithobius mordax är en mångfotingart som först beskrevs av Ludwig Carl Christian Koch 1862.  Neolithobius mordax ingår i släktet Neolithobius och familjen stenkrypare. Inga underarter finns listade i Catalogue of Life.